# CP série 0400
La série 0400 est une série d'autorails des CP, les chemins de fer portugais.